# マイフェイバリッと
『マイフェイバリッと』は、TBSラジオの裏送り製作で全国のJRN系ラジオ局向けに2013年9月30日から2015年3月27日まで放送されていたラジオ番組。

## 番組概要
"多彩なパーソナリティーを迎えて大好きなことを喋り倒す"というコンセプトのもと、隔週替わりのパーソナリティーによるフリートークを展開。番組ナビゲーターは当時TBSアナウンサーだった小林悠が務めていた。
ネット局の大半は『サウンド・キャッチ』の後番組として放送。

## パーソナリティ

### 2013年
- 六車奈々(タレント・2013年9月30日 - 10月11日)
- 元井美貴(気象予報士・10月14日 - 25日)
- 鈴木みそ(漫画家・10月28日 - 11月8日)
- 石井大裕(TBSアナウンサー・11月11日 - 22日)
- 高島幹雄(パッケージメディアクリエイター・11月25日 - 12月6日)
- 安東あゆか(タレント・12月9日 - 20日)
- 成毛眞(インターネット書評サイトHONZ代表・12月23日 - 2014年1月3日)

### 2014年
- 村木藤志郎(俳優・うわの空・藤志郎一座主宰・1月6日 - 17日)
- 東紗友美(映画ソムリエ・1月20日 - 31日)
- 風男塾(男装アイドルユニット・2月3日 - 14日[1]、9月15日 - 26日[2])
- 山本ゆり(料理ブロガー・2月17日 - 28日)
- 七江亜紀(色のひと・3月3日 - 14日)
- 土屋智哉(ハイカーズ・デポ主宰・3月17日 - 28日)
- 鈴木啓之(アーカイヴァー・3月31日 - 4月11日)
- 石田万友実(主婦発明家・4月14日 - 25日)
- ジェントル(俳優、インタビューアー・4月28日 - 5月9日)
- コヤマシュウ(SCOOBIE DOボーカル・5月12日 - 23日)
- 菅野結以(モデル・5月26日 - 6月6日)
- 鈴木孝弥(音楽ライター・6月9日 - 20日)
- 瞬間メタル(お笑いコンビ・6月23日 - 7月4日)
- 藤岡みなみ(タレント・7月7日 - 18日)
- 本幸拓真(元エフエム徳島アナウンサー・7月21日 - 8月1日)
- 佐藤渚(TBSアナウンサー・8月4日 - 15日)
- 山田真以(元三重エフエム放送アナウンサー・8月18日 - 29日)
- 小山正太(脚本家・9月1日 - 12日)
- 詩歩(絶景案内人・9月29日 - 10月10日)
- マッコイ斎藤(演出家・10月13日 - 24日)
- 佐野慈紀(野球評論家)・清原正博(TBSアナウンサー)
  - (10月27日 - 11月8日)
- Who the Bitch(ロックバンド・11月11日 - 21日)
- ベイビーレイズ(アイドルユニット・11月24日 - 12月5日)
- 増田セバスチャン(アートディレクター・12月8日 - 19日)
- 原田まりる(哲学ナビゲーター・12月22日 - 2015年1月2日)

### 2015年
- 高森勇気(元横浜DeNAベイスターズ選手)・初田啓介(TBSアナウンサー)
  - (1月5日 - 16日)
- SCREEN mode(音楽ユニット・1月19日 - 30日)
- 徳井健太(平成ノブシコブシ・2月2日 - 13日)
- 南隼人(MC・DJ・2月16日 - 27日)
- 安東弘樹(TBSアナウンサー・3月2日 - 13日)
- 喜多建介・山田貴洋(ASIAN KUNG-FU GENERATION・3月16日 - 27日)

## 放送時間・ネット局
時間帯の早い順から記載
- 大分放送 月 - 金 16:30 - 16:40 （2014年9月29日～、2014年9月26日までは18:20 - 18:30）
- 南海放送 月 - 金 17:15 - 17:25
- 北海道放送 月 - 金 17:20 - 17:30
- 宮崎放送 月 - 金 17:45 - 17:55
- 山陽放送 月 - 金 17:46 - 17:56
- IBC岩手放送 月 - 金 17:50 - 18:00
- 新潟放送 月 - 金 17:50 - 18:00
- 山梨放送 月 - 金 17:50 - 18:00
- 山口放送 月 - 金 17:50 - 18:00
- 四国放送 月 - 金 17:50 - 18:00
- ラジオ福島 月 - 金 18:00 - 18:10（「おいしいラジオ」内）
- 北陸放送 月 - 金 18:00 - 18:10
- 福井放送 月 - 金 18:00 - 18:10
- 高知放送 月 - 金 18:00 - 18:10
- 秋田放送 月 - 金 18:10 - 18:20
- 山形放送 月 - 金 18:10 - 18:20
- 静岡放送 月 - 金 18:10 - 18:20
- 西日本放送 月 - 金 18:10 - 18:20
- 長崎放送 月 - 金 18:10 - 18:20
- 北日本放送 月 - 金 20:50 - 21:00（2014年9月29日～）
- 中国放送 火 - 金 21:40 - 21:50[5]

過去のネット局
- 青森放送 月 - 金 17:50 - 18:00（2013年9月30日～2014年3月28日）
- 信越放送 火 - 金 20:50 - 21:00[5]（2013年10月1日～2014年3月28日）
- 熊本放送 月 - 金 18:09 - 18:20（2013年9月30日～2014年9月26日）
- 南日本放送 月 - 金 17:15 - 17:25（2013年9月30日～2014年9月26日、2014年3月28日までは18:00 - 18:10）